# Marie-Aimée Roger-Miclos
Marie-Aimée Roger-Miclos   (Tolosa, 1 de maig de 1860 - 16è districte de París, 19 de maig de 1951) fou una gran pianista francesa
Estudià piano al Conservatori de la seva ciutat natal i a París, assolint en aquest un primer premi el 1877. Aquest fet l'induí a prendre part en concerts públics, recollint grans èxits en els Colonne i Lamoureux, de París, i en altres del Conservatori.

## Trajectòria

Marie Aimee Roger Miclos el 1903

Diversos compositors van dedicar composicions a Roger-Miclos.Category:Roger-Miclos, Marie" IMSLP Petrucci Music Library. Joseph O'Kelly va dedicar una obra de piano a Roger-miclos el 1884. Camille Saint-Saëns va dedicar una peça per a piano a Roger-miclos, que es va estrenar el 1891.
Roger-Miclos va actuar a Londres el 1890 i 1894. va recórrer ciutats de parla alemanya en 1893, 1894 i 1897. va realitzar una gira pels Estats Units i el Canadà en la temporada 1902 – 1903. "prové del sud de França, la terra de foc i passió, i és un artista de qualitats interessants i poc convencionals, posseïdora d'un fort sentit rítmic, de tacte brillant i incisiu, i la seva actuació està marcada amb certesa, que afegeix l'encant tonal a la brillantor", va observar un crític, afegint "com a Pianista és una artística diplomàtica." el 1905, va fer enregistraments de les obres de Mendelssohn i Chopin.
També va ensenyar piano, al Conservatori de París. El pintor nord-americà George da Maduro Peixotto va fer un retrat d'ella en 1893. També va ser objecte d'una medalla feta per l'artista francès Geneviève Granger, exposada el 1909. També fou molt aplaudida a l'estranger, particularment a Londres, Brussel·les i diverses ciutats d'Amèrica. Té multitud de valuosos enregistraments.
Igualment es dedicà a l'ensenyança del seu instrument.

## Vida personal
Marie-Aimée Roger-Miclos es va casar dues vegades. El seu primer marit, Roger, fou inspector ferroviari; es van casar el 1881 i va morir el 1887. El seu segon marit fou el músic Louis-Charles Battaille, fill de Charles-Amable Battaille; es van casar el 1905 i va morir el 1937. Marie-Aimée va morir a París el 1951, amb 91 anys.